# Midlothian
Midlothian (en gaèlic escocès: Meadhan Lodainn) és un dels 32 consells unitaris (en anglès: council area) en què està dividida administrativament Escòcia. Limita amb els consells unitaris de Scottish Borders, East Lothian i Edimburg. La capital administrativa és Dalkeith.

## Història
Midlothian va ser un dels antics comtats en què estava dividida Escòcia fins al 1975. En aquest any va ser creada la regió de Lothian i dividida en districtes, un dels quals va ser Midlothian que mantenia l'antic territori del comtat excepte la ciutat de Musselburgh i l'àrea d'Inveresk que van passar a East Lothian, l'àrea de Calder que va passar a West Lothian, i les àrees de Cramond i Currie que van passar al districte d'Edimburg. El 1996 va ser abolida la divisió administrativa anterior i Midlothian es va convertir en un dels nous consells unitaris.

## Fills il·lustres
- Charles Thomson Rees Wilson (1869 - 1959) biòleg, físic i químic, Premi Nobel de Física de l'any 1927.